# Rammstein (Lied)
Rammstein ist ein Lied der gleichnamigen deutschen Neue-Deutsche-Härte-Band Rammstein. Es wurde von Rammstein geschrieben und von Jacob Hellner sowie Carl-Michael Herlöffson produziert. Der Song wurde am 24. September 1995 auf ihrem ersten Studioalbum Herzeleid veröffentlicht. Im Jahr 1997 erschien auch ein Musikvideo.

## Hintergrund
Das Lied markiert laut Christoph Schneider die Geburtsstunde der Band Rammstein. Der Text ist der einzige, der von allen Mitgliedern gemeinsam geschrieben wurde. Er entstand in einer Dorfkneipe in Hohen Viecheln, dem damaligen Wohnort Till Lindemanns.
Auf Konzerten zündete sich Till Lindemann während des Songs an. Der angezündete Mantel bestand aus Asbest. Bei späteren Liveauftritten trug er auf der Bühne zwei große Klauen, die während des Liedes Feuerfontänen ausstießen.
Das Stück war bereits auf dem 1994er Demotape der Band enthalten. Im Gegensatz zu den anderen Songs, die später auf dem Debütalbum Herzeleid veröffentlicht wurden, hatte das Lied schon in Demo-Zeiten den Titel, den es auch auf dem Album trägt.

## Inhalt

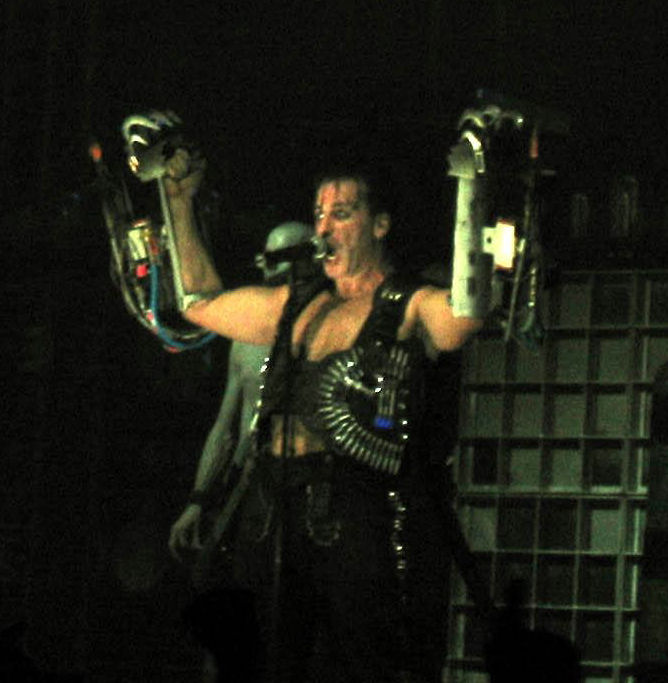
Till Lindemann bei einer Live-Performance von Rammstein

Das Lied selbst handelt vom Flugtagunglück von Ramstein im August 1988 mit 70 Todesopfern und weiteren Schwerverletzten. Die Bandmitglieder ließen sich beim gemeinsamen Schreiben von ihren spontanen Assoziationen im Hinblick auf das Geschehen leiten:

„Rammstein

Ein Mensch brennt

Rammstein

Fleischgeruch in der Luft

Rammstein

Ein Kind stirbt

Rammstein

Die Sonne scheint“

Das Unglück inspirierte die Band dazu, sich „Rammstein Flugschau“, später verkürzt „Rammstein“ zu nennen – im Gegensatz zu der Stadt Ramstein. Das zweite „m“ war ein Schreibfehler – die Mitglieder gingen davon aus, Ramstein werde mit zwei „m“ geschrieben.

## Musikvideo
Das Musikvideo zu Rammstein wurde von Alexander Herzog und Kai Kniepkamp gedreht und 1997 veröffentlicht. Es enthält Szenen aus dem Film Lost Highway von Regisseur David Lynch, auf dessen Soundtrack der Song ebenfalls enthalten war.
Es beginnt mit der Sicht auf einen nächtlichen Highway aus einem fahrenden Auto heraus. Dann wird die Band gezeigt, die den Song bei einem Livekonzert aufführt, wobei Till Lindemann teilweise in Flammen steht. Die zwischendurch eingeblendeten Filmszenen drehen sich unter anderem um Liebesbeziehungen, Eifersucht und Gewalt.
Rammstein ist das einzige Lied der Gruppe, zu dem ein Video gedreht wurde, obwohl es nicht als Single erschien.